# Tareq Khattab
Tareq Ziad Jabr Khattab (arab. طارق زياد جبر خطاب; ur. 6 maja 1992 w Ammanie) – jordański piłkarz grający na pozycji środkowego obrońcy. Od 2018 jest zawodnikiem klubu Al Salmiya.

## Kariera piłkarska
Swoją karierę piłkarską Khattab rozpoczął w klubie Al-Wehdat Amman, w którym w 2011 roku zadebiutował w pierwszej lidze jordańskiej. W sezonie 2012/2013 wywalczył wicemistrzostwo kraju, a w sezonie 2013/2014 sięgnął po dublet - mistrzostwo i Puchar Jordanii.
Latem 2014 roku Khattab przeszedł do saudyjskiego Asz-Szabab Rijad. Zadebiutował w nim 17 września 2014 w zremisowanym 0:0 wyjazdowym meczu z Al-Ahli Dżudda. W Asz-Szabab spędził rok.
W sezonie 2015/2016 Khattab grał w egipskim Al-Masry Port Said. W 2016 wrócił do Jordanii do Al-Wehdat Amman, z którym w sezonie 2017/2018 wywalczył mistrzostwo Jordanii. W 2018 przeszedł do kuwejckiego Al Salmiya.

## Kariera reprezentacyjna
W reprezentacji Jordanii Khattab zadebiutował 28 października 2013 w wygranym 1:0 towarzyskim meczu z Nigerią. W 2015 roku został powołany do kadry na Puchar Azji 2015, a w 2019 na Puchar Azji 2019.